# True Spirit
True Spirit és una pel·lícula biogràfica australiana del 2023 dirigida i coescrita per Sarah Spillane. La pel·lícula està basada en la història real de Jessica Watson, interpretada per Teagan Croft. És una marinera australiana que va rebre la medalla de l'Orde d'Austràlia després d'intentar una circumnavegació global en solitari als 16 anys. La pel·lícula està disponible per a streaming a Netflix a partir del 3 de febrer de 2023. Ha estat subtitulada al català.

## Sinopsi
Aquesta pel·lícula és la història de l'adolescent australiana Jessica Watson, la persona més jove que ha navegat en solitari i sense parar fent la volta al món.

## Repartiment
- Teagan Croft com a Jessica Watson
  - Alyla Browne com a jove Jessica Watson
- Cliff Curtis com a Ben Bryant
- Anna Paquin com a Julie Watson
- Josh Lawson com a Roger Watson
- Bridget Webb
- Vivien Turner
- Stacy Clausen
- Todd Lasance com a Craig Atherton

## Producció
Netflix va anunciar el 16 de juliol de 2020 que Watson's Memoir True Spirit adaptaria un llargmetratge, dirigit per Sarah Spillane i produït per Debra Martin Chase i Sunstar Entertainment. El rodatge va tenir lloc l'agost de 2021 a Chevron Island a la ciutat de Gold Coast, Queensland, Austràlia. Les restriccions imposades a causa de la pandèmia de COVID-19 van afectar la producció.